# Drochtersen
Drochtersen is een plaats in de Duitse deelstaat Nedersaksen, gelegen in het Landkreis Stade. De gemeente telt 11.039 inwoners.

## Indeling van de gemeente
De gemeente omvat naast het hoofddorp Drochtersen nog vier andere Ortsteile, te weten:
- Assel, waar de dorpen Ritsch en Barnkrug onder ressorteren; deel van de gemeente sedert 1972. Assel ligt ten zuidoosten van Drochtersen. Ritsch ligt tussen Assel en Drochtersen in. Ten noorden van Assel ligt in de Elbe het eilandje Schwarztonnensand, dat in zijn geheel een vogelreservaat is.
- Hüll, een klein dorp ten westen van Dornbusch, deel van de gemeente sedert 1972
- Dornbusch, ten noordwesten van Drochtersen
- Het eiland Krautsand in de Elbe, deel van de gemeente sedert 1936. Krautsand ligt ten noorden van Drochtersen zelf, en is nauwelijks nog als eiland te herkennen, daar de omliggende wateren hier en daar niet breder dan enkele meters zijn.

## Geografie, infrastructuur

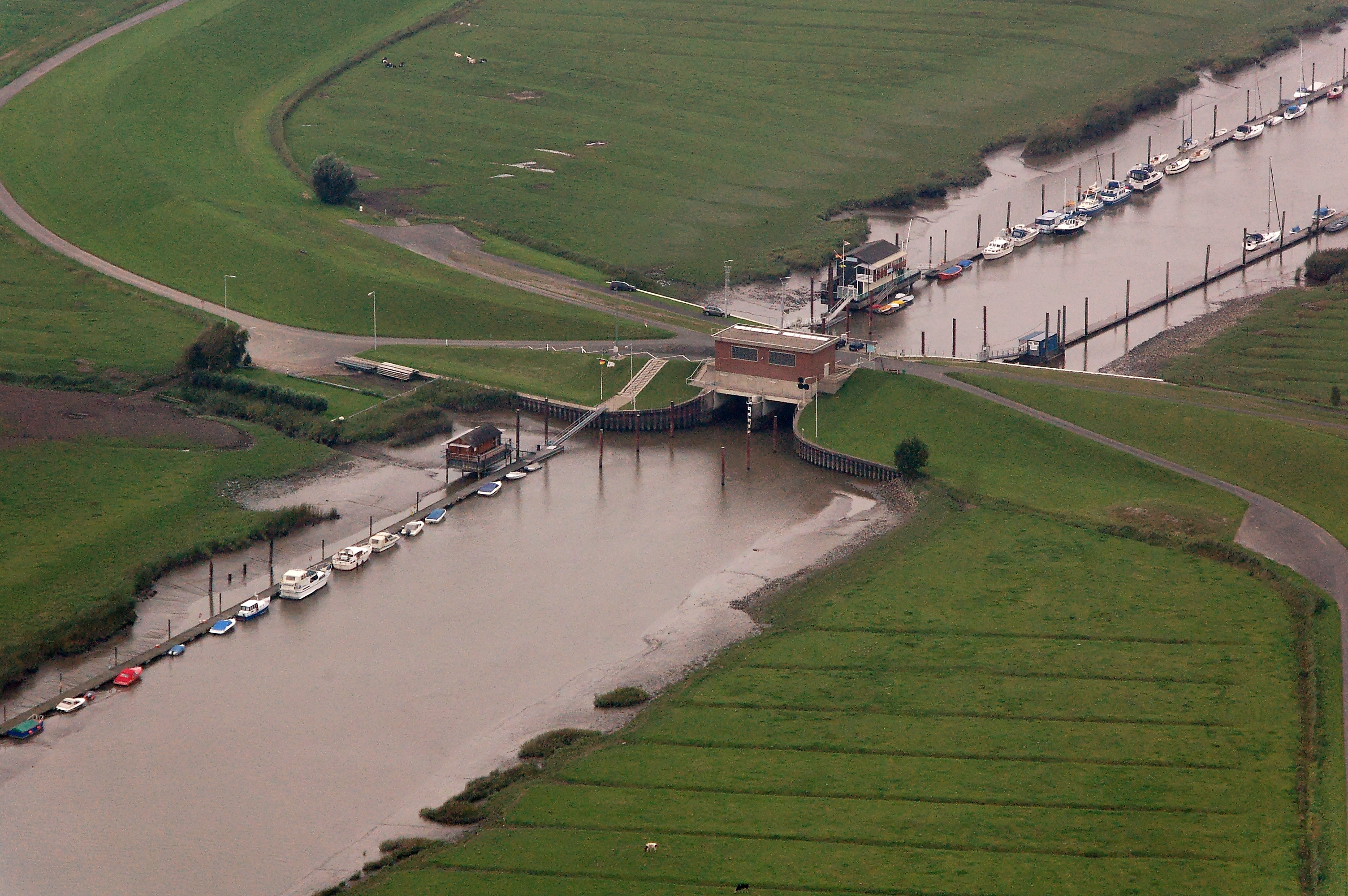
Ruthenstrom-sperrwerk

Drochtersen, dat het zuiden vormt van de landstreek Kehdingen, ligt nu nog geïsoleerd. In de (nabije) toekomst komt bij het dorp een knooppunt waar de A20 en de A26 elkaar gaan kruisen. De A20 zal dan in een tunnel onder de Elbe doorgaan.
Anno 2023 is de belangrijkste verkeersweg de Bundesstraße 495 van Hemmoor naar het pontveer over de Elbe bij Glückstadt, vanwaar men naar Hamburg kan rijden.
De dichtstbijzijnde grotere stad is Stade, ongeveer 15 km ten zuiden van Drochtersen. Daar is ook het dichtstbij gelegen spoorwegstation. Er is een tamelijk frequente streekbusverbinding met de stad Stade. Openbaar vervoer binnen, van en naar de gemeente is verder zeer beperkt (belbussen e.d.).
Een belangrijk waterwerk in een nevengeul van de Elbe is het Ruthenstromsperrwerk , een na de stormvloed van 1962 gebouwde stuw.

## Economie

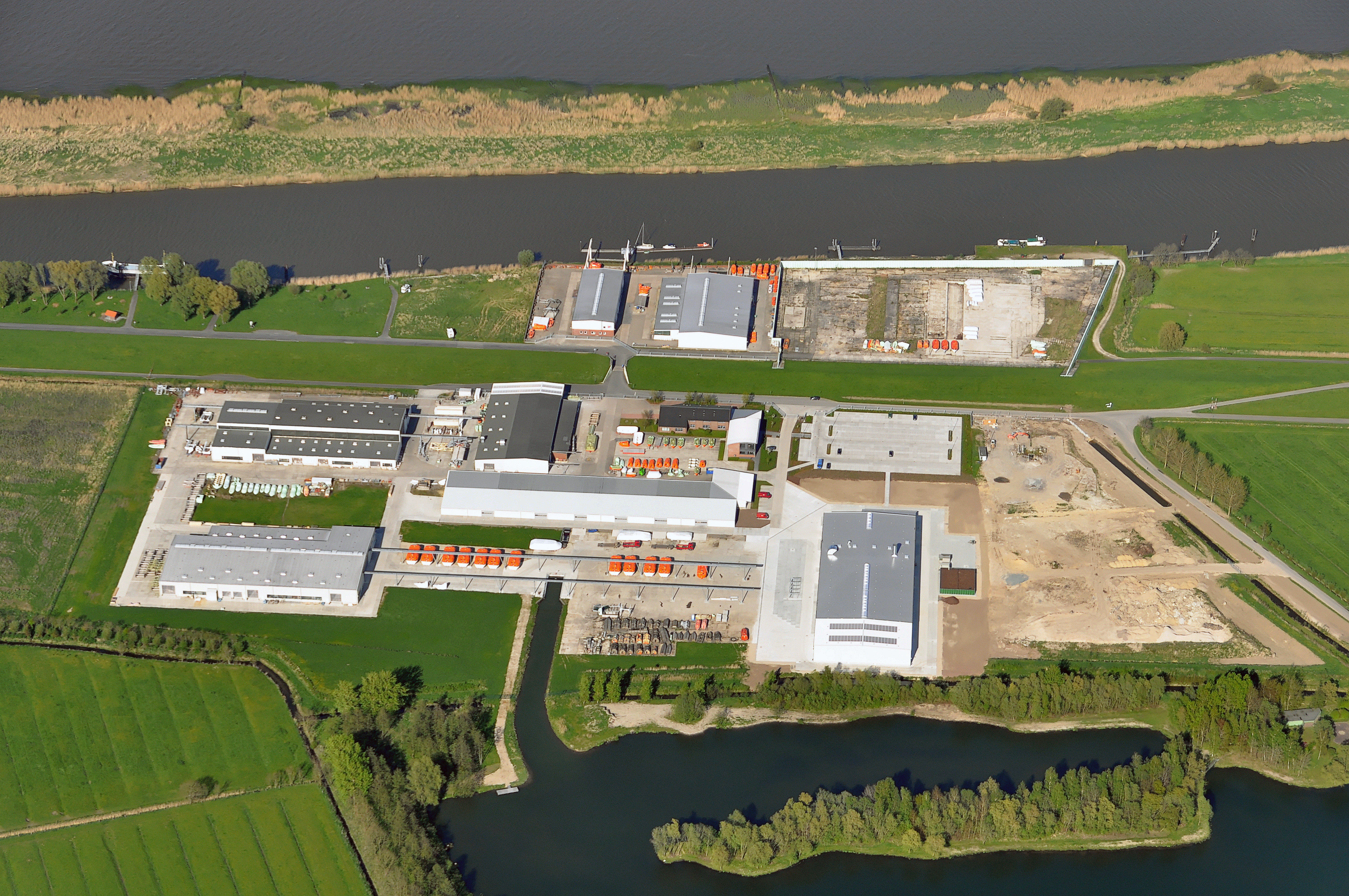
Scheepswerf Hatecke ten N. van Drochtersen

Drochtersen bezit verscheidene kleine industriële en ambachtelijke ondernemingen, die als midden- en kleinbedrijf kunnen worden beschouwd. Opvallend hieronder is de kleine scheepswerf Hatecke, gespecialiseerd in de bouw van reddingsboten, die tot de uitrusting van zeeschepen behoren.

## Markante gebouwen, bezienswaardigheden
De grootste bezienswaardigheid van de gemeente is de evangelisch-lutherse dorpskerk van Assel (Sint-Mauritius- en Sint-Maartenskerk). De toren dateert van 1845, de kerk zelf is grotendeels 12e- of 13e-eeuws. In het interieur valt een hoogaltaar van omstreeks 1510-1520 en een doopvont uit de 13e eeuw op.
Verspreid door de gemeente staan verscheidene 19e-eeuwse boerderijen met monumentenstatus, waarvan enige in vakwerkbouw.
Een opvallend gebouw in het tot de gemeente behorende dorp Barnkrug is een 42 meter hoge loodtoren. In het begin van de 20e eeuw stond hier een filiaal van een te Hann. Münden gevestigde fabriek van jachtmunitie, die de in 1908 gebouwde toren tot 1922 gebruikte voor de productie van loden geweerkogels.
Markant is verder de 20 meter hoge, rood-witte, eveneens in 1908 gebouwde vuurtoren van Krautsand. Deze is het zogenaamde Oberfeuer van een lichtenlijn voor de navigatie op de Elbe.
Bijzonder is, dat het weggetje van Drochtersen naar het eiland Krautsand op de monumentenlijst van de gemeente staat, en wel vanwege de klinkerbestrating.

## Afbeeldingen

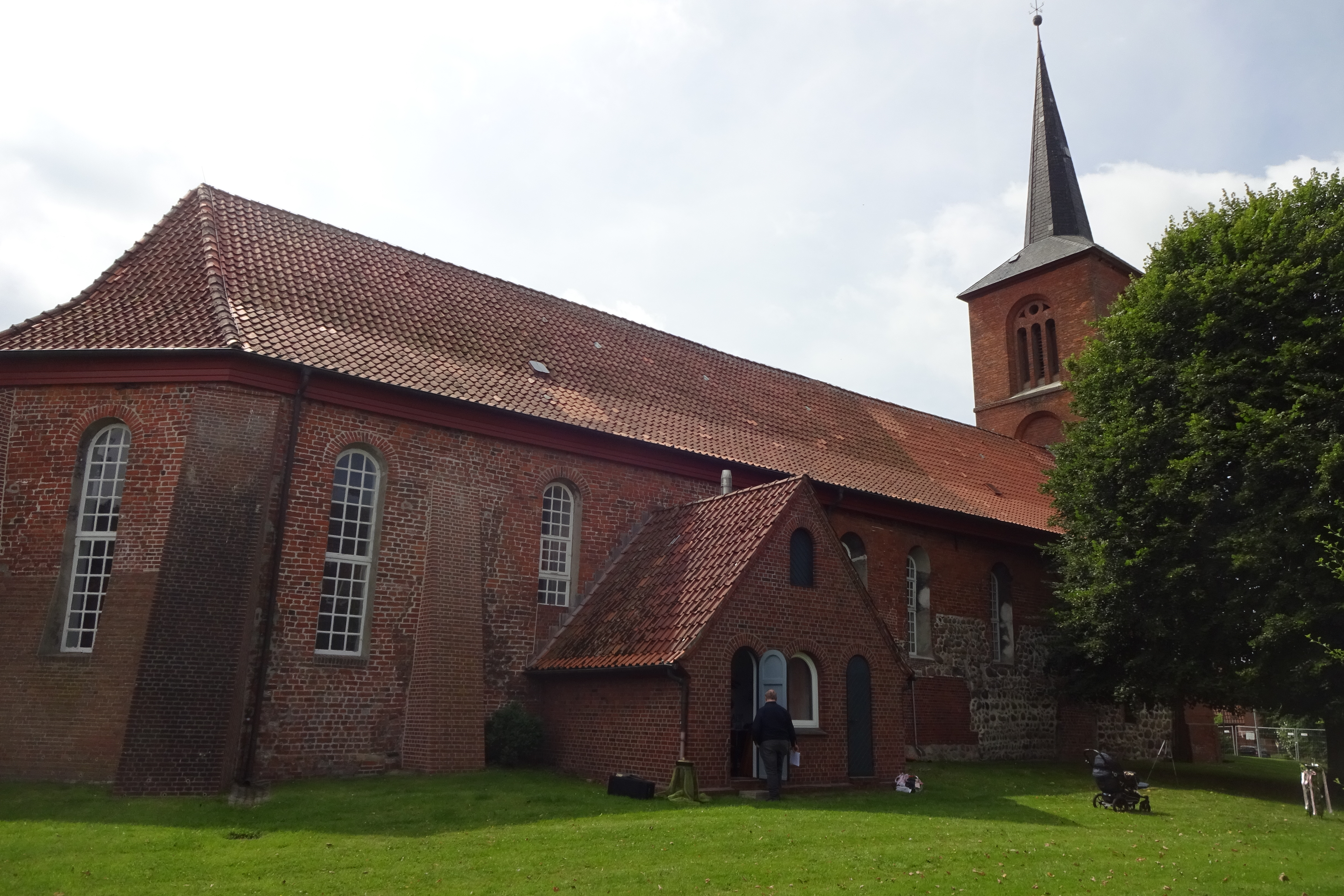
Dorpskerk te Assel
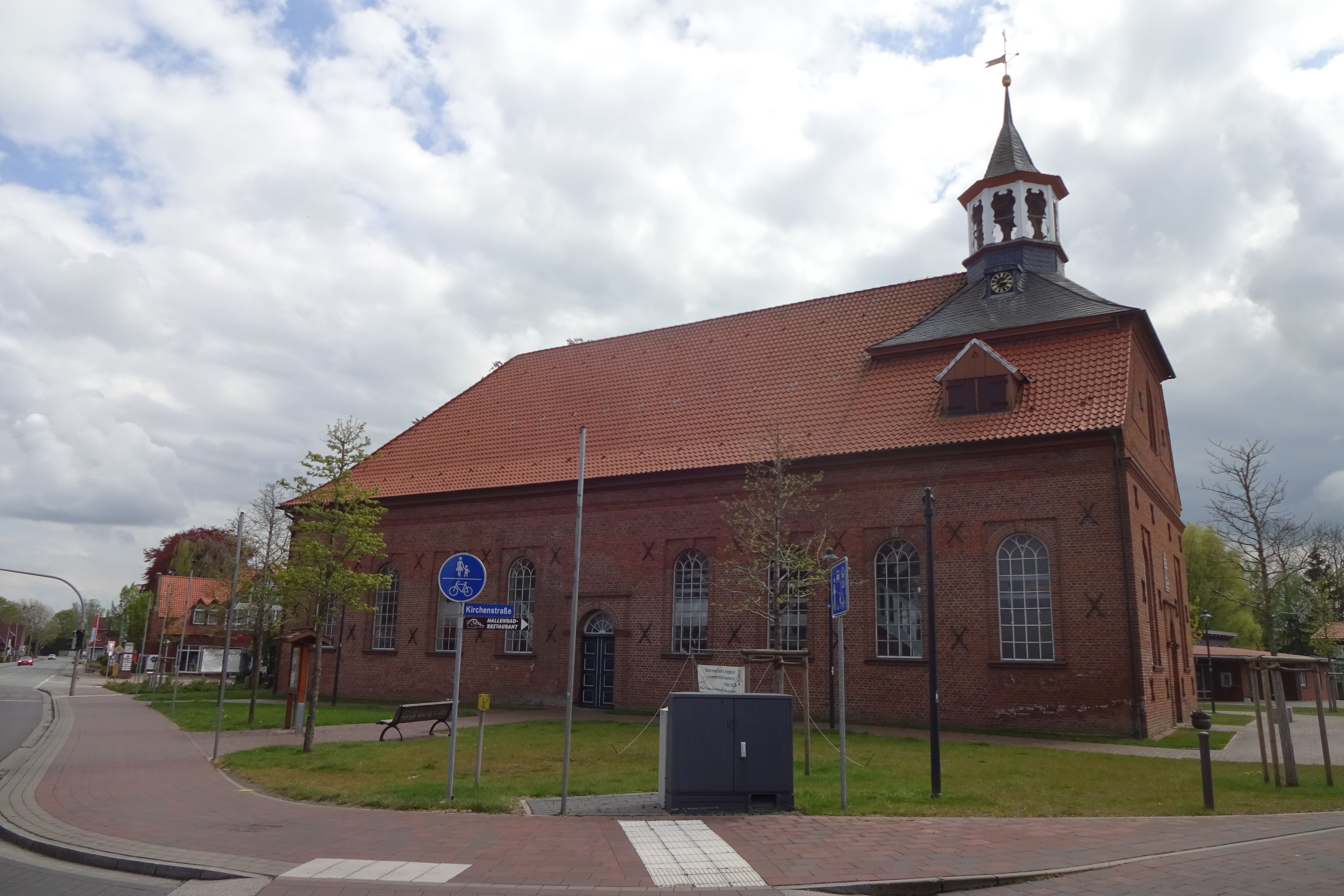
Evang.-luthers kerkje te Drochtersen (1780)
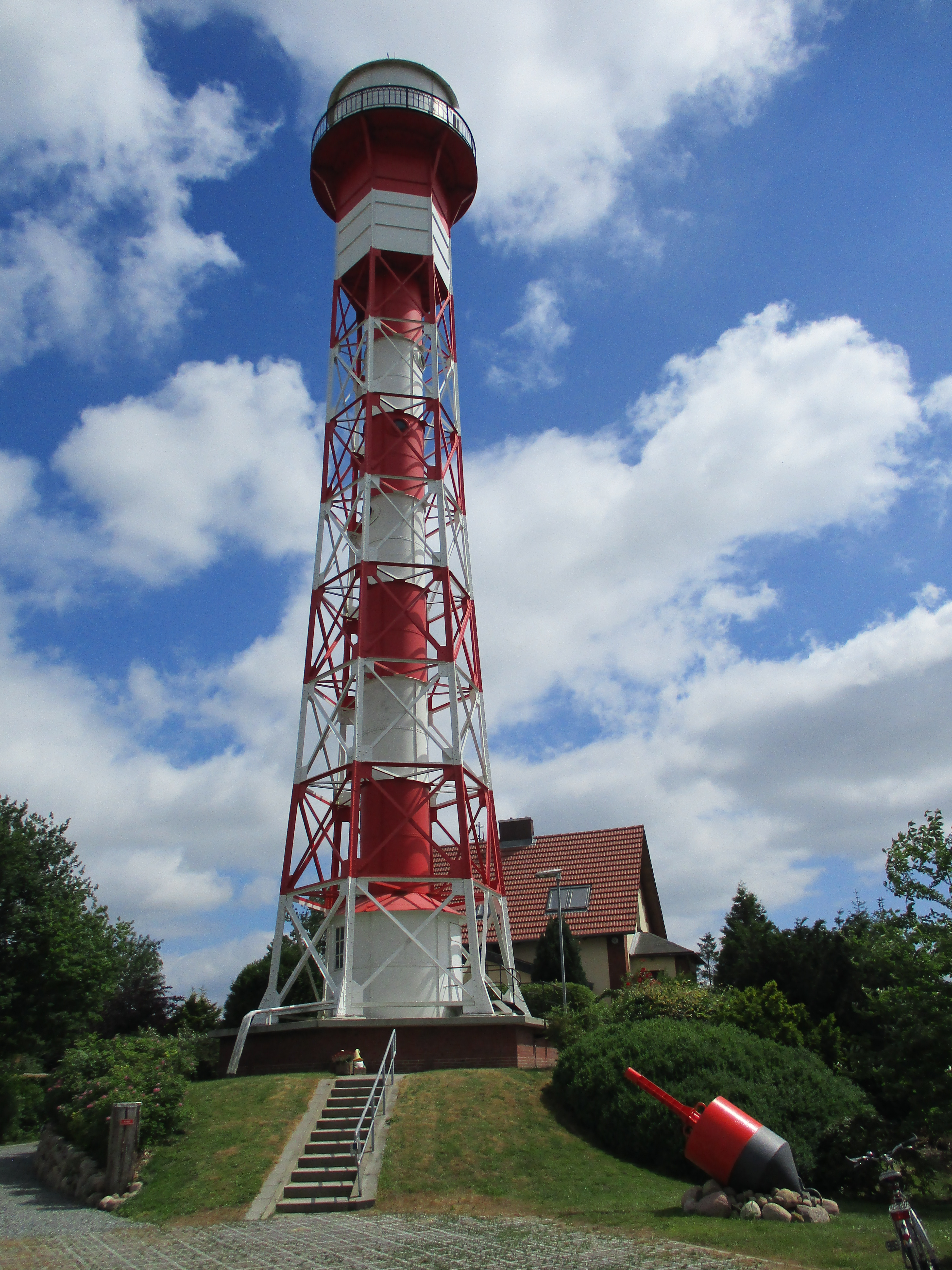
Toren Oberfeuer Krautsand
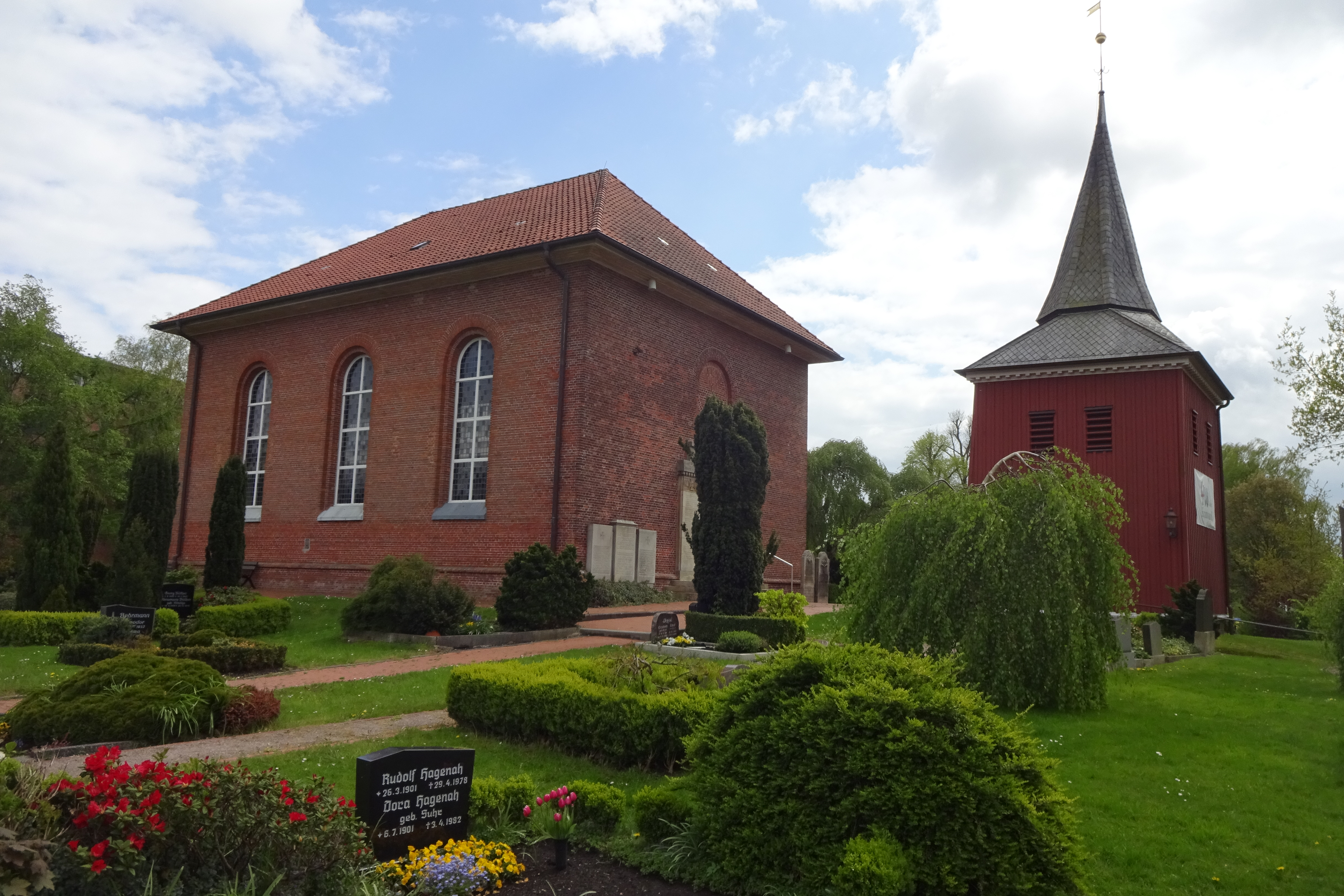
Noodkerkje (1846) met kerktorentje (1794) op het eiland Krautsand
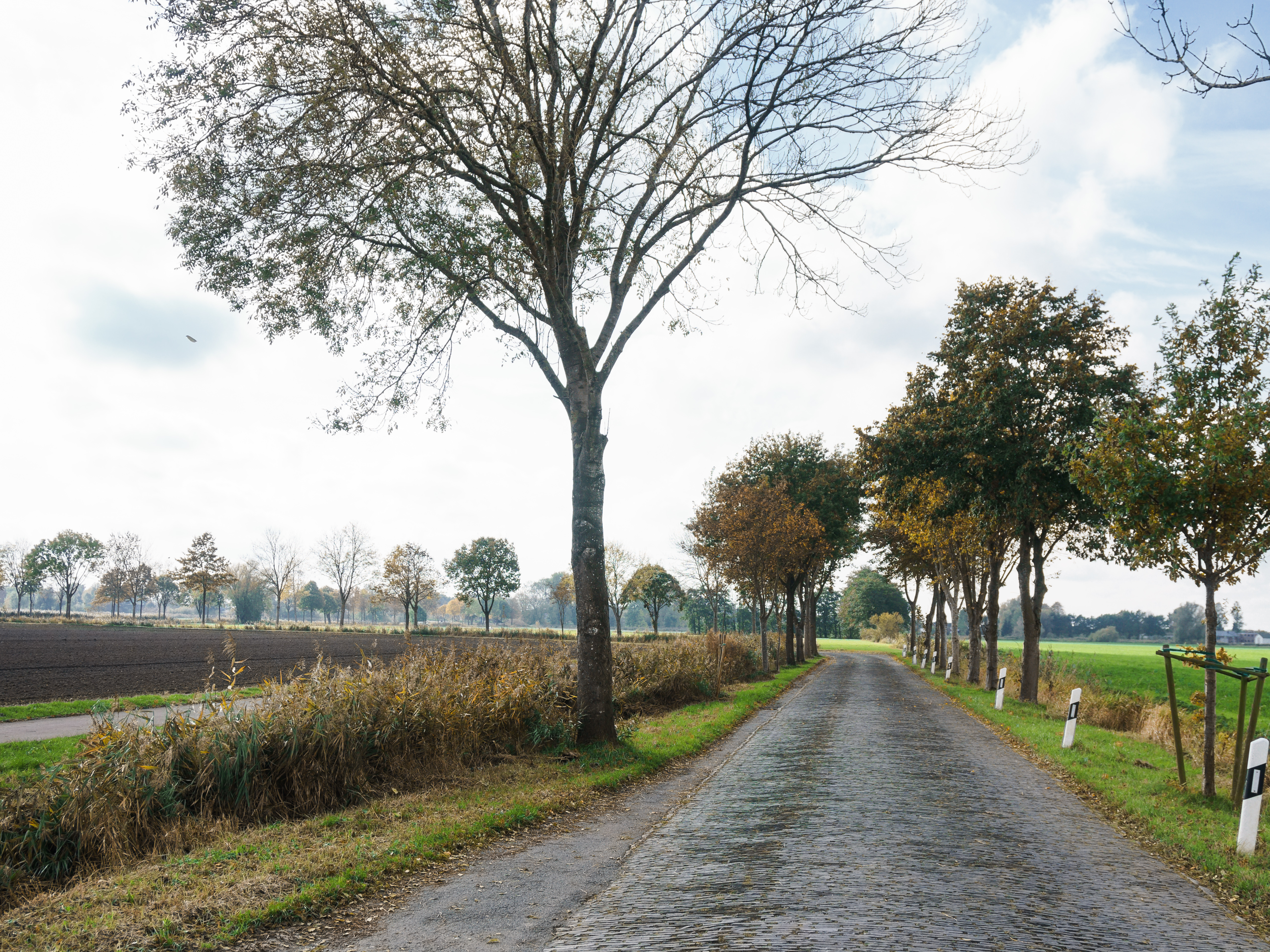
Weggetje van Drochtersen naar het eiland Krautsand

## Varia
De gemeente onderhoudt sinds 1972 een jumelage met de in Frankrijk gelegen plaats Rosières-en-Santerre.
- Gemeinsame Normdatei: 4313496-8
- Library of Congress Control Number: n82097243
- MusicBrainz: 795331ed-9792-4392-831c-fa9121876f7b
- Nationale Bibliotheek van Israël: 987007555154005171
- Virtual International Authority File: 147770256
- WorldCat: E39PBJjXgPhFmvDqCVGtFq3JDq

Agathenburg · 
Ahlerstedt · 
Apensen · 
Balje · 
Bargstedt · 
Beckdorf · 
Bliedersdorf · 
Brest · 
Burweg · 
Buxtehude · 
Deinste · 
Dollern · 
Drochtersen · 
Düdenbüttel · 
Engelschoff · 
Estorf · 
Fredenbeck · 
Freiburg (Elbe) · 
Großenwörden · 
Grünendeich · 
Guderhandviertel · 
Hammah · 
Harsefeld · 
Heinbockel · 
Himmelpforten · 
Hollern-Twielenfleth · 
Horneburg · 
Jork · 
Kranenburg · 
Krummendeich · 
Kutenholz · 
Mittelnkirchen · 
Neuenkirchen · 
Nottensdorf · 
Oederquart · 
Oldendorf · 
Sauensiek · 
Stade · 
Steinkirchen · 
Wischhafen